# Bosbes
Bosbes (Vaccinium) is een geslacht van planten die behoren tot de heidefamilie (Ericaceae).

## Taxonomie
Geslacht Vaccinium, Bosbes
- Subgenus Oxycoccus, Veenbessen
  - Vaccinium erythrocarpum
  - Vaccinium macrocarpon (synoniem: Oxycoccus macrocarpos), cranberry
  - Vaccinium microcarpum
  - Vaccinium oxycoccos (synoniem: Oxycoccus palustris), kleine veenbes
- Subgenus Vaccinium, Bosbessen
  - Vaccinium angustifolium
  - Vaccinium arboreum
  - Vaccinium ashei
  - Vaccinium atrococcum
  - Vaccinium caesium
  - Vaccinium corymbosum (trosbosbes, handelsnaam: blauwe bes)
  - Vaccinium melanocarpum
  - Vaccinium myrsinites
  - Vaccinium myrtilloides
  - Vaccinium myrtillus (blauwe bosbes)
  - Vaccinium occidentalis
  - Vaccinium ovatum
  - Vaccinium pallidum
  - Vaccinium parvifolium
  - Vaccinium uliginosum (rijsbes)
  - Vaccinium vitis-idaea (rode bosbes)
    - Vaccinium vitis-idaea var. minus

## In de Nederlandse natuur komen voor
- blauwe bosbes (Vaccinium myrtillus)
- rode bosbes of vossenbes (Vaccinium vitis-idaea)
- rijsbes (Vaccinium uliginosum)

En uit het ondergeslacht Oxycoccus:
- kleine veenbes (Vaccinium oxycoccos of Oxycoccus palustris)
- cranberry (Vaccinium macrocarpon of Oxycoccus macrocarpon)

De cranberry of lepeltje(s)heide (korte tijd ook grote veenbes genoemd) komt niet van nature voor in Nederland. Het verhaal gaat dat bij een schipbreuk in de negentiende eeuw een vat met bessen op Terschelling is aangespoeld en dat de plant zich daar heeft kunnen vestigen. Vóór die tijd werd de soort echter al in Engeland en Duitsland gekweekt om de eetbare en vitamine C-rijke vruchten.
De kleine Nederlandse soorten vormen lage struikjes.
De blauwe bes (Vaccinium corymbosum) wordt onder meer in Nederland en Duitsland geteeld.
... · 
V. corymbosum (blauwe bes) · 
V. macrocarpon (cranberry) · 
V. myrtillus (blauwe bosbes) · 
V. oxycoccus (kleine veenbes) · 
V. uliginosum (rijsbes) · 
V. vitis-idaea (rode bosbes) · 
...
... · 
Acrothamnus · 
Acrotriche · 
Agapetes · 
Agarista · 
Andersonia · 
Andromeda · 
Arbutus · 
Arctostaphylos · 
Calluna · 
Cassiope · 
Chimaphila · 
Daboecia · 
Dracophyllum · 
Empetrum · 
Enkianthus · 
Erica (Dophei) · 
Kalmia · 
Leptecophylla · 
Moneses · 
Monotropa · 
Orthilia · 
(Oxycoccus (Veenbes)) · 
Pieris · 
Pyrola (Wintergroen) · 
Rhododendron (Rododendron) · 
Vaccinium (Bosbes) . 
Woollsia . 
...